# (I Would) Die for You
"(I Would) Die for You" (muitas vezes abreviada para "Die For You", em português "Morreria por Ti") foi a canção que representou a Grécia no Festival Eurovisão da Canção 2001 que se realizou em Copenhaga/Copenhague em 12 de maio desse ano.
A referida canção foi interpretada em grego e em inglês (a primeira vez que a Grécia enviou à Eurovisão uma canção não cantada totalmente em grego) pela banda Antique, um duo constituído por Helena Paparizou e Nikos Panagiotidis, ambos nascidos e criados na Suécia, mas filhos de pais gregos. A canção foi incluída no segundo álbum da banda Die for You, lançado como Die for You/The Pethaina Gia Sena no mercado grego. Na noite do evento, foi a vigésima-segunda e penúltima canção a desfilar, a seguir à canção de Malta "Another Summer Night", interpretada por Fabrizio Faniello e antes da canção da Dinamarca "Never Ever Let You Go", cantada por Rollo & King. A canção grega terminou em 3.º lugar, tendo recebido 147 pontos. No ano seguinte, em 2002, em Tallinn, a Grécia foi representada por Michalis Rakintzis que interpretaria o tema "S.A.G.A.P.O.

## Autores
- Letrista: Antonis Pappas
- Compositor: Nikos Terzis

## Letra
A canção, com letras de Antonis Pappas e música de Nikos Terzis, que viria a compor " Love Me Tonight " para a Bielorrússia, é uma peça-up tempo inspirado em parte pela música folclórica grega. Liricamente, ele lida com a percepção por parte dos cantores, que cantam em uníssono para a maioria da performance, que seu amor é tudo que importa. Dizem um ao outro: "Eu morreria por ti / Olha nos meus olhos e vê que é verdade".
O desempenho do concurso foi um assunto relativamente estáticos, com os cantores, assim como os vocalistas de apoio de pé em frente dos microfones para cantar. Elena Paparizou, no entanto, vestia uma roupa branca apertada, destacando-se contra os folheados backing vocals-negro e seu parceiro dueto. Foi utilizado um instrumento tradicional grego, o bouzouki.

## Outras versões
A banda além da versão bilingue, lançou também uma versão apenas em língua grega e outra inteiramente em inglês, bem como outras mix/remixs da canção.
- " (I would) Die for you (grego)
- "I would) Die for you (inglês)
- versão estendida (inglês) [4:30]
- BGTH radio remix (grego/inglês) [3:37]
- BGTH extended remix (grego/inglês) [5:43]
- Eric S radio mix (grego/inglês) [3:49]
- Eric S club mix (grego/inglês) [5:34]
- Nordlight vs C&N project mix (grego/inglês) [6:27o
- Die for Disco radio mix (grego/inglês) [3:49]
- Die for Disco radio mix karaoke version [3:48|-

## Lista de faixas
- Greek release

1. "(I Would) Die For You" (em inglês) (3:00)
2. "(I Would) Die For You" versão do (Festival Eurovisão da Canção 2001 (3:00)
3. "(I Would) Die For You" (em grego) (3:00)
4. "(I Would) Die For You" (versão estendida)

- Promo single

1. "(I Would) Die For You" (Eric S Radio)
2. "(I Would) Die For You" (Die For Disco Radio)
3. "(I Would) Die For You" (Nordlight Vs C&N Project)
4. "(I Would) Die For You" (BGTH Remix Radio)
5. "(I Would) Die For You" (Eric S Club)
6. "(I Would) Die For You" (BGTH Remix Extended)
7. "(I Would) Die For You" (Die For Disco Instrumental)
8. "(I Would) Die For You" (Eurovision Version)
9. "(I Would) Die For You" (Extended Version)

## Tops
| Top                       | Melhor lugar | N.º de semanas |
| ------------------------- | ------------ | -------------- |
| Grécia                    | 1            | 20             |
| Turquia                   | 1            | 7              |
| Eurochart Hot 100 Singles | 9            | 24             |
| Rússia                    | 4            | 5              |
| Bélgica                   | 16           | 3              |
| Alemanha                  | 12           | 4              |
| UK Singles Chart          | 24           | 6              |
| Polónia                   | 4            | 11             |
| Suécia                    | 3            | 18             |
| Noruega                   | 9            | 4              |
| Dinamarca                 | 15           | 1              |
| Suíça                     | 75           | 5              |